# الحمادان
الحمّادان هو لقب يطلق على اثنين من العلماء ومن كبار رواة الحديث عند أهل السنة والجماعة. وهما:
- حماد بن زيد
- حماد بن سلمة

وقد تعاصر الحمادان واشتركا في الرواية عن كثير من المشايخ، وروى عنهما جميعا جماعة من المحدثين.